# Mistrzostwa Świata w układaniu Kostki Rubika 2005
Mistrzostwa Świata w układaniu kostki Rubika 2005 (ang. Rubik’s World Championship 2005) – międzynarodowy turniej Speedcubingowy zorganizowany przez WCA.
Na organizatora mistrzostw wybrano Stany Zjednoczone, turniej odbył się Disney Parku w Lake Buena Vista. W zawodach wzięli udział uczestnicy z 16 państw.

## Konkurencje
lista konkurencji i wyników
| Konkurencja         | Zawodnik                    | Najlepszy czas | Średnia     | Kraj              |
| ------------------- | --------------------------- | -------------- | ----------- | ----------------- |
| Kostka Rubika       | Jean Pons                   | 13.00          | 15.10 ER    | Francja           |
| Kostka 2x2x2        | Masayuki Akimoto (秋元正行) | 7.26           | 8.32        | Japonia           |
| Kostka 4x4x4        | Yuki Hayashi (林祐樹)       | 1:01.21        | 1:04.63 WR  | Japonia           |
| Kostka 5x5x5        | Frank Morris                | 2:04.03        | 2:15.64 NAR | Stany Zjednoczone |
| 3x3x3 bez patrzenia | Leyan Lo                    | 1:46.47 WR     | 1:46.47     | Stany Zjednoczone |
| 3x3x3 Liczba ruchów | Lars Petrus                 | 38             | 38          | Szwecja           |
| 3x3x3 Jedną ręką    | Ryan Patricio               | 26.82          | 28.05       | Stany Zjednoczone |
| 3x3x3 Stopami       | Oliver Wolff                | 1:54.97 WR     | 1:54.9      | Niemcy            |
| Megaminx            | Stefan Pochmann             | 1:44.69        | 1:44.69     | Niemcy            |
| Rubik’s Clock       | Stefan Pochmann             | 9.27           | 10.03       | Niemcy            |
| Square-1            | Lars Vandenbergh            | 27.20          | 34.84       | Belgia            |
| Rubik’s Magic       | Alexander Ooms              | 1.40           | 1.46 WR     | Holandia          |
| Master Magic        | Stefan Pochmann             | 2.79 WR        | 2.79        | Niemcy            |